# Юлиана Луиза Ост-Фрисландская (1698)
Юлиана Луиза Остфрисландская (нем. Juliana Luise von Ostfriesland; 13 июня 1698, Аурих—6 февраля 1740, Аренсбёк) — родственница и подруга российской кронпринцессы Шарлотты Кристины Софии, гофмейстерина её двора. Позднее — герцогиня-консорт Шлезвиг-Гольштейн-Зондербург-Плён.

## Биография
Юлиана Луиза была девятым ребёнком из десяти в семье Кристиана Эберхарда Остфрисландского (1665—1708) и Эбергардины Софии Эттинген-Эттингенской (1666—1700). В возрасте двух лет лишилась матери. Через год её отец заключил морганатический брак. В возрасте десяти лет осталась сиротой.
В 1711 году был заключён брак её кузины Шарлотты Кристины Брауншвейг-Вольфенбюттельской (их матери Эбергардина София и Кристина Луиза были родными сёстрами и дочерьми Альбрехта Эрнста I Эттинген-Эттингенского и Кристины Фридерики Вюртембергской) с царевичем Алексеем Петровичем, сыном русского царя Петра и его первой жены Евдокии Лопухиной. Тринадцатилетняя Юлиана Луиза согласилась сопровождать семнадцатилетнюю Шарлотту к российскому двору. Для того, чтобы упрочить её положение предполагалось выдать её замуж за какого-нибудь знатного русского. Среди кандидатур рассматривался близкий родственник царя 18-летний Нарышкин. Впоследствии, принцессу часто обвиняли в начавшемся разладе между супругами и неприятии кронпринцессой всего русского.
С. М. Соловьёв в своём труде «История России» писал:
```

```

Кронпринцессе тем легче было удалиться от мужа и от всех русских, что с нею приехала в Россию её родственница и друг принцесса Юлиана-Луиза остфрисландская, которая, как говорят, вместо того чтоб стараться о сближении между мужем и женою, только усиливала разлад. Подобные друзья бывают ревнивы, не любят, чтоб друг их имел кроме них еще другие привязанности; но нам не нужно предполагать положительных стремлений со стороны принцессы Юлианы; довольно того, что кронпринцесса имела привязанность, которая заменяла ей другие: имела в Юлиане человека, с которым могла отводить душу на чужбине; а принцесса остфрисландская со своей стороны не делала ничего, чтоб заставить Шарлотту подумать о своем положении, о своих обязанностях к новому отечеству. Кронпринцесса жаловалась, что нехорошо, и Юлиана вторила ей, что нехорошо, и тем услаждали друг друга, а как сделать лучше, этого придумать не могли. 
Умирая, Шарлотта просила, чтобы воспитание её детей было поручено Юлиане Луизе, «если на сие будет соизволение государя.» В противном случае, барон Гергард Иоанн фон Левенвольде должен был лично отвести принцессу на родину. Во время похорон, состоявшихся 27 октября 1715 года, принцесса Юлиана Луиза в бывших покоях Шарлотты принимала присутствующих дам (мужчины собирались на другой половине дворца — у Алексея Петровича). Среди членов царской семьи она провожала гроб кузины.
17 февраля 1721 года в Брауншвейге 23-летняя принцесса Юлиана Луиза стала второй супругой 53-летнего герцога Иоахима Фридриха Шлезвиг-Гольштейн-Зондербург-Плёнского, который скончался 25 января 1722 года. Через 4 месяца после смерти супруга (28 мая) герцогиня родила дочь, которая скончалась в этот же день. Герцогиня Юлиана Луиза скончалась 6 февраля 1740 года.